# Hemiceras furina
Hemiceras furina är en fjärilsart som beskrevs av Paul Dognin 1908. Hemiceras furina ingår i släktet Hemiceras och familjen tandspinnare. Inga underarter finns listade i Catalogue of Life.